# 普嘉·海迪
普嘉·海迪（英語：Pooja Hegde，1990年10月13日—）是印度女演員，主要演出泰卢固语和宝莱坞電影。
她在2012年拍摄了第一部电影。2016年，海迪在她第一部宝莱坞电影《Mohenjo Daro》擔任女主角，男主角則是李提克·羅森。

## 外部連結
- 普嘉·海迪在互联网电影资料库（IMDb）上的資料（英文）
- 普嘉·海迪的Instagram帳戶